# 争取第四国际重建协调委员会
争取第四国际重建协调委员会（英語：Coordinating Committee for the Refoundation of the Fourth International，缩写为CRFI，缩写为CRCI）是一个已不存在的托洛茨基主义国际组织。2004年，在争取第四国际重建运动于阿根廷布宜诺斯艾利斯举行的一次会议上，该组织宣告成立。该组织的支部分布于南美、西欧和中东。阿根廷的工人党是该组织最大的支部。
该组织曾计划邀请俄罗斯联合共产党领导人达里亚·米蒂纳参加2018年4月2日—3日在布宜诺斯艾利斯由阿根廷工人党主办的“创建新国际”会议，引发第四国际国际委员会的批评，称该组织与“斯大林主义力量”合作。

## 支部
- 阿根廷 工人党
- 智利 革命工人党
- 希腊 工人革命党
- 義大利 工人共产党
- 墨西哥 革命行动团体
- 乌拉圭 工人党
- 土耳其 革命工人党
- 芬兰 马克思主义工人联盟
- 委內瑞拉 工人选项
- 玻利维亚 托洛茨基主义反对派
- 美国 工人行动
- 巴勒斯坦 社会主义工人联盟
- 巴西 工人事业党

香港已解散的托派组织中国无产者协会存在时也与该组织关系密切。